# Husum, Schleswig-Holstein
Husum (nordfrisiska: Hüsem) är en stad i det tyska förbundslandet Schleswig-Holstein. Den är belägen i distriktet Nordfriesland i den nordvästligaste delen av Tyskland. I Nordsjön utanför Husum och upp till den danska gränsen ligger Nordfrisiska öarna.

## Historia
Orten var fram till andra Marcellus-stormfloden (1362) av mindre betydelse, men genom stormfloden fick Husum en hamn medan andra samhällen förstördes. Husum blev 1465 köping (Flecken) och 1603 fick samhället stadsrättigheter. Ortens ekonomiska uppgång stoppades 1634 av Burchardi-stormfloden som förstörde flera viktiga förrådsbyggnader samt av de efterföljande krigen. Året 1713 föll Husum under Stora nordiska kriget till Danmark. Stadens borgare och andra delar av befolkningen i Schleswig och Holstein gjorde i mars 1848 uppror vad som myntade i det Slesvig-holsteinska kriget. Regionen blev genom annektering  år 1867 en del av Preussen och därefter (1871) en del av Kejsardömet Tyskland.
Husum fick 1854 järnvägsanslutning till Flensburg och 1887 även till Hamburg. Stadens marknad för husdjur var under senare 1800-talet och början av 1900-talet den tredje största i Tyskland. Under andra världskriget fanns nära Husum ett koncentrationsläger med cirka 2500 fångar från 14 länder, varav närmare 300 dog. Fångarna utförde tvångsarbete vid en försvarsanläggning (Friesenwall). Efter kriget nästan fördubblades stadens invånarantal genom alla flyktingar som nådde staden. Djurmarknaden minskade i betydelse och Husum blev mer ett administrativt centrum för regionen.

## Vänorter
Husum har följande vänorter:
- Kidderminster i Storbritannien
- Trzcianka, i Polen
- Heiligenstadt, i Tyskland
- Gentofte, i Danmark

## Sevärdheter
- Hamnen
- Sjöfartsmuseet Nordfriesland